# Guliso
Guliso est un woreda de l'ouest de l'Éthiopie situé dans la zone Mirab Welega de la région Oromia. Issu d'une subdivision de l'ancien woreda Ayra Guliso, le woreda Guliso a 69 856 habitants en 2007 et porte le nom de son centre administratif.

## Origine et nom
Le woreda Guliso et son voisin Ayira sont issus de la scission de l'ancien woreda Ayra Guliso en novembre 1999[réf. souhaitée].
Le woreda Guliso, dont le territoire s'étire d'ouest en est, reprend le nord-est de l'ancien woreda.
Les cartes mentionnent le centre administratif sous le nom de Guliso comme le woreda ou parfois avec l'orthographe Gulisso.

## Situation
Excepté son étroit côté ouest qui est limitrophe de la zone Kelam Welega, Guliso est entouré de toutes parts par des woredas de la zone Mirab Welega.
| Babo      | Jarso  | Boji Chekorsa |
| Gawo Kebe | Guliso | Lalo Asabi    |
| Ayira     | Yubdo  | Genji         |

Le centre administratif se trouve à près de 1 600 m d'altitude, 56 km à l'ouest de Gimbi et une quinzaine de kilomètres au nord-est d'Ayira sur la route en direction de Gambela.

## Population
Au recensement national de 2007, le woreda compte 69 856 habitants dont 11 % de citadins avec 7 867 habitants au centre administratif.
La majorité des habitants du woreda (89 %) sont protestants, 7 % sont orthodoxes et 4 % sont musulmans.
En 2022, la population du woreda est estimée à 102 983 personnes avec une densité de population de 178 personnes par km2 et 579 km2 de superficie.